# Аделина да Кошта
Аделина да Кошта — сверхдолгожительница, чей возраст в настоящее время не подтверждён GRG. Предположительно, является 3-м старейшим живущим человеком в мире, уступая только Этель Кейтерем
и Клавдии Гадючкиной. Если её возраст правдив, то он составляет 115 лет 156 дней. Предположительно, является старейшим жителем Кабо-Верде.

## Биография
Аделина родилась в Кабо-Верде (тогда ещё Португальской колонии) 10 марта 1910 года. 
У неё было пять детей, но на момент её 115-летия в 2025, в живых была лишь одна дочь, которую Аделина да Кошту родила в 44 года. 
7 апреля 2021 года, в заявленном возрасте 111 лет, она получила первую дозу вакцины Vaxzevria. 
Она, возможно, стала старейшим живущем человеком в Кабо-Верде после смерти 24 июля 2021 111-летней Марии Франциски Гораз. 
В настоящее время проживает в Прае, у неё 6 внуков, 16 правнуков и шесть праправнуков. Сама Аделина говорит, что не помнит своего возраста, что свойственно для её лет, однако, официальные бумаги указывают её дату рождения как 10 марта 1910.